# Escala de Razões para a Violência
Escala de Razões para a Violência (em português) ou  Reasons for Violence Scale (em inglês) (RVS), é um questionário desenvolvido por Stuart e colegas em 2006 com objetivo de identificar as razões ou motivos da violência perpetrada por parceiros íntimos (VPI) e a frequência de tais atos. 29 razões para a perpetração da violência são listadas, e a frequência dos atos é questionada logo depois, em uma escala que varia entre 0 a 100% do tempo, onde a opção marcada indica a porcentagem dos eventos violentos onde aquela razão foi fator decisivo para motivar a agressão contra o parceiro, admitindo que mais de uma razão podem motivar o mesmo ato de violência.